# Bảo tàng Lubuskie Jan Dekert ở Gorzów Wielkopolski
Bảo tàng Lubuskie Jan Dekert ở Gorzów Wielkopolski (tiếng Ba Lan: Muzeum Lubuskie im. Jana Dekerta w Gorzowie Wielkopolskim) là một trong những bảo tàng lâu đời ở thành phố Gorzów Wielkopolski, tỉnh Lubuskie, Ba Lan.

## Lịch sử
Bảo tàng chính thức mở cửa cho công chúng vào ngày 8 tháng 9 năm 1945, với tên gọi ban đầu là Bảo tàng Vùng Lubuskie ở Gorzów (Muzeum Ziemi Lubuskiej w Gorzowie) và trở thành một trong những bảo tàng đầu tiên được thành lập sau khi chiến tranh thế giới thứ hai kết thúc. Florian Kroenke là người sáng lập nên bảo tàng này. Lúc bấy giờ, bảo tàng tổ chức triển lãm bên trong một tòa biệt thự 5 phòng ở số 33 phố Warszawska (hiện nay không còn tồn tại). Từ ngày 18 tháng 11 năm 1947, các bộ sưu tập của bảo tàng được chuyển đến trụ sở hiện tại là tòa biệt thự Schroeder ở số 1 phố Fabryczna.
Năm 1975, bảo tàng được nâng hạng lên thành bảo tàng cấp huyện. Nhân dịp kỷ niệm 55 năm ngày thành lập bảo tàng, bảo tàng chính thức lấy tên như hiện tại vào tháng 9 năm 2000. Ewa Pawlak nhậm chức giám đốc bảo tàng vào tháng 9 năm 2018 và dự kiến sẽ quản lý bảo tàng này cho đến năm 2025.